# Station Karanganyar

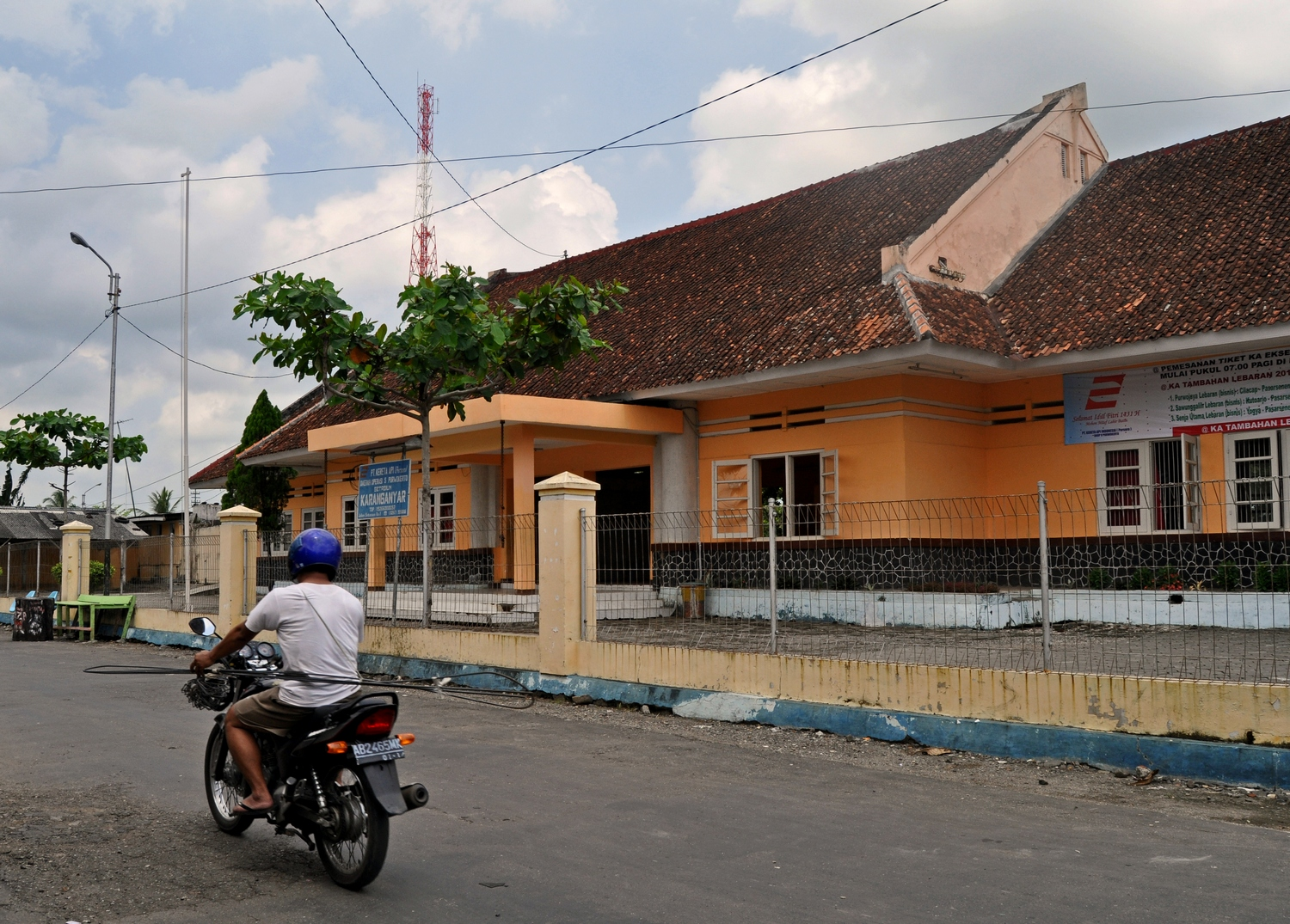
Station Karanganyar gezien vanaf de voorkant (2010).

Karanganyar is een spoorwegstation in de Indonesische provincie Midden-Java.

## Bestemmingen
- Sawunggalih Utama: naar Station Kutoarjo en Station Pasar Senen
- Kutojaya Utara: naar Station Tanahabang en Station Kutoarjo
- Gaya Baru Malam Selatan: naar Station Jakarta Kota en Station Surabaya Gubeng
- Logawa: naar Station Purwokerto, Station Cilacap, en Station Jember
- Progo: naar Station Pasar Senen en Station Lempuyangan
- Kahuripan: naar Station Padalarang en Station Kediri
- Kutojaya Selatan: naar Station Kiaracondong en Station Kutoarjo
- Pasundan: naar Station Kiaracondong en Station Surabaya Gubeng